# Tegostoma zachlora
Tegostoma zachlora is een vlinder uit de familie van de grasmotten (Crambidae). De wetenschappelijke naam van deze soort is voor het eerst voorgesteld als Titanio zachlora door Edward Meyrick in een publicatie uit 1891.
De soort komt voor in Algerije.